# Laguna Cáceres (Bolivien)
Die Laguna Cáceres ist ein See in der Provinz Germán Busch im Departamento Santa Cruz im Tiefland von Bolivien.  Der See liegt im bolivianischen Grenzland zum östlich gelegenen Nachbarstaat Brasilien im Naturschutzgebiet ANMI (Área Natural de manejo Integrado de Otuquis).

## Geographie
Die Laguna Cáceres liegt auf einer Höhe von 83 m im bolivianischen Teil des Pantanal, einem der größten Binnenland-Feuchtgebiete der Erde. Der See hat eine Ausdehnung von acht Kilometern in der Länge und knapp sechs Kilometern in der Breite, die Gesamtfläche des Sees schwankt jedoch jahreszeitbedingt zwischen 33 und 200 km². Der See ist umschlossen von Feuchtgebieten, umgeben von Buschland, das zum Teil für großflächige Landwirtschaft gerodet worden ist.

## Hydrologie
Die Hauptzuflüsse im Norden des Sees sind der Río Pimiento sowie Tutuyú-Kanal und Sicurí-Kanal, die zu den ausgedehnten Feuchtgebieten des Río Paraguay gehören. Im Südosten ist der See über den zehn Kilometer langen Tamengo-Kanal mit dem Río Paraguay verbunden.

## Weblinks

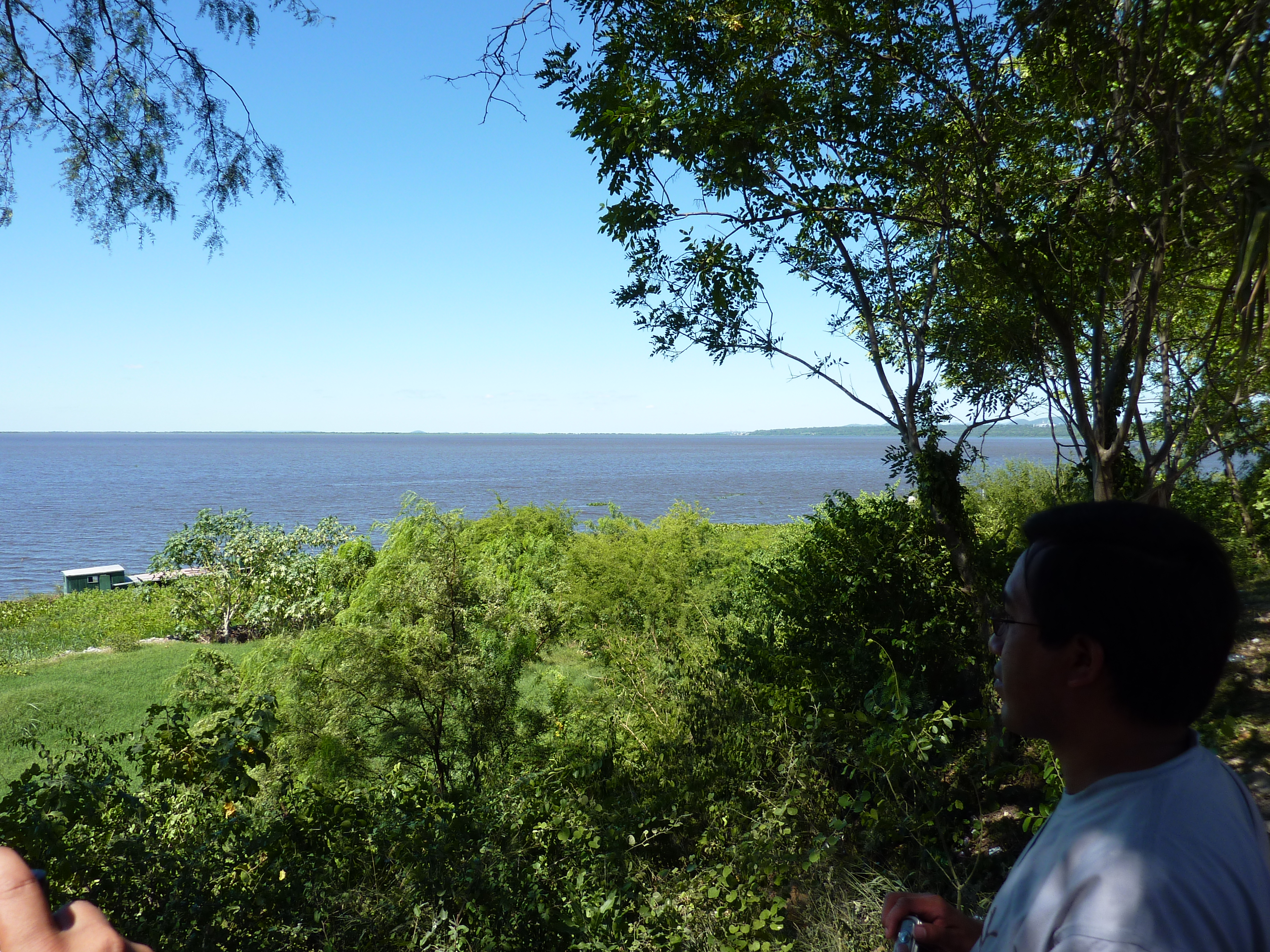
Blick auf Laguna Cáceres